# بیمارستان کودکان ایندیرا گاندی
بیمارستان کودکان ایندیرا گاندی (به لاتین: Indira Gandhi Children's Hospital) یک بیمارستان در افغانستان است که در وزیر اکبرخان، کابل واقع شده‌است. این بیمارستان دارای ۱۵۰ تخت است و در سال ۲۰۰۴ اولین مرکز فلج مغزی را در افغانستان راه‌اندازی کرد. همچنین دارای یک مرکز اندام مصنوعی است که با کمک دولت هند افتتاح شده‌است که می‌تواند اندام مصنوعی ۱۰۰۰ نفر با پای جیپور را تأمین کند.
برخی از پزشکان هندی شاغل در این بیمارستان در حمله به کابل در فوریه ۲۰۱۰ توسط طالبان کشته شدند.